# Naja Kristensen
Naja Kristensen (geb. Petersen; * 1968 in Ilulissat) ist eine grönländische Politikerin (Atassut).

## Leben
Naja Petersen wurde als Sozialarbeiterin ausgebildet und arbeitete mit Kindern und Jugendlichen in der damaligen Gemeinde Aasiaat. Mit ihrem Ehemann Knud Erik Kristensen hat sie drei Kinder.
Sie war Mitglied im Rat der Gemeinde Aasiaat. Naja Petersen kandidierte bei der Parlamentswahl 2005 und erreichte 147 Stimmen, womit sie den fünften Nachrückerplatz der Atassut erreichte. Im Oktober 2007 kam sie als Stellvertreterin von Augusta Salling für drei Wochen ins Inatsisartut. Am 4. November 2008 kam sie erneut ins Parlament und wurde nur drei Tage später als Nachfolgerin von Arĸalo Abelsen zur Ministerin für Gesundheit und Umwelt ins Kabinett Enoksen V berufen, was sie bis zum Ende der Legislaturperiode 2009 blieb. 2008 wurde sie in den Rat der neuen Qaasuitsup Kommunia gewählt. Bei der Parlamentswahl 2009 erreichte sie 144 Stimmen und damit den zweiten Nachrückerplatz der Atassut. Im Herbst 2009 saß sie als Stellvertreterin für Knud Kristiansen im Inatsisartut, nachdem Gerhardt Petersen auf dem Nachrückerplatz vor ihr verzichtet hatte. Bei der 2013 nahm sie nicht an der Parlamentswahl teil, wurde aber im selben Jahr erneut in den Kommunalrat gewählt. Bei der Parlamentswahl 2014 erhielt sie nur 32 Stimmen. Bei der Kommunalwahl 2017 erhielt sie das einzige Mandat der Atassut in der neuen Kommune Qeqertalik, ebenso wie vier Jahre später bei der Kommunalwahl 2021. Zur Kommunalwahl 2025 trat sie nicht mehr an.